# Avraam Norov
Pour les articles homonymes, voir Norov.

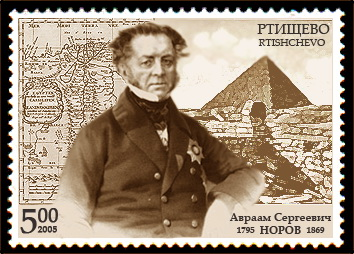
Abraham Noroff

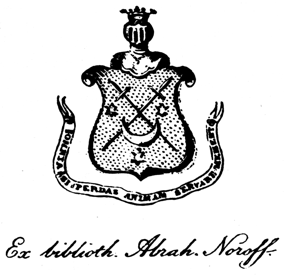
Ex-libris aux armes d'Abraham Noroff

Avraam Sergueïevitch Norov (dans l'ancienne translittération française : Abraham Noroff), né en 1795 et décédé en 1869, est un militaire, écrivain et homme politique russe qui fut ministre de l'Instruction publique du 7 avril 1853 au 23 mars 1858.
Avraam Norov commença sa carrière militaire et politique lors du conflit qui opposa la Russie à Napoléon Ier et se termina au début des grandes réformes entreprises par Alexandre II.

## Carrière militaire
Lors de la guerre qui opposa l'armée impériale de Russie à l'armée napoléonienne, il servit dans une brigade d'artillerie, grièvement blessé à la jambe il fut en partie amputé. Cette blessure lui procura une réputation de héros. Après son rétablissement, il intégra en 1822 le cercle des amis de Semion Raïtch dont certains rejoindront le mouvement des Décembristes, mais s'opposa finalement à leurs idées. En 1823, il donna sa démission de la commission militaire.

## Carrière politique
En 1827, Avraam Sergueïevitch Norov entra comme fonctionnaire au ministère de l'Intérieur. C'est à cette époque qu'il commença à écrire des poèmes. Pendant les douze années qu'il passa au service de Nicolas Ier, il travailla dur en évitant les conflits et devint conseiller d'État.
En 1827, Norov se rendit en Angleterre comme traducteur. En 1834 et 1835, il voyagea en Égypte, où il rédigea un ouvrage ayant pour titre Terre sacrée publié en cinq volumes. Très vite, il acquit en Europe une réputation d'érudit en matière biblique.
En 1850, Norov entra au ministère de l'Instruction publique où il tenta d'améliorer le système de l'éducation scolaire en Russie. La Révolution de 1848 et la limitation des réformes dans l'Empire l'empêchèrent d'établir de sérieuses réformes.
Nicolas Ier le nomma en 1854 ministre de l'Instruction publique. Dans cette fonction, il soutint ardemment que l'orthodoxie constitue le socle du système éducatif de la Russie impériale. Il tenta de relancer les inscriptions dans les universités et d'augmenter la rémunération des scientifiques russes étudiant à l'étranger. Il projeta d'instaurer en Russie un système scolaire pour les jeunes filles, réforme qui fut approuvée par Alexandre II. Il s'opposa à l'abolition du servage.

## Ouvrages
- Terre sacrée (1834-1835)